# Hilgesdorf
Hilgesdorf ist ein Ortsteil der Gemeinde Flechtingen im Landkreis Börde des deutschen Bundeslandes Sachsen-Anhalt. 

## Geografie
Hilgesdorf liegt fünf Kilometer südlich des Hauptortes Flechtingen innerhalb einer zwei Quadratkilometer großen Lichtung des Flechtinger Forstes. Nördlich von Hilgesdorf befindet sich der Flechtinger Hartgesteinbruch. In nordwestlicher Richtung erhebt sich nach 1,2 Kilometern der Bisdorfberg, mit 151 Metern einer der höchsten Berge des Flechtinger Höhenzuges. Hilgesdorf selbst liegt auf einer Höhe zwischen 135 und 126 Metern, nach Osten abfallend. 

## Geschichte

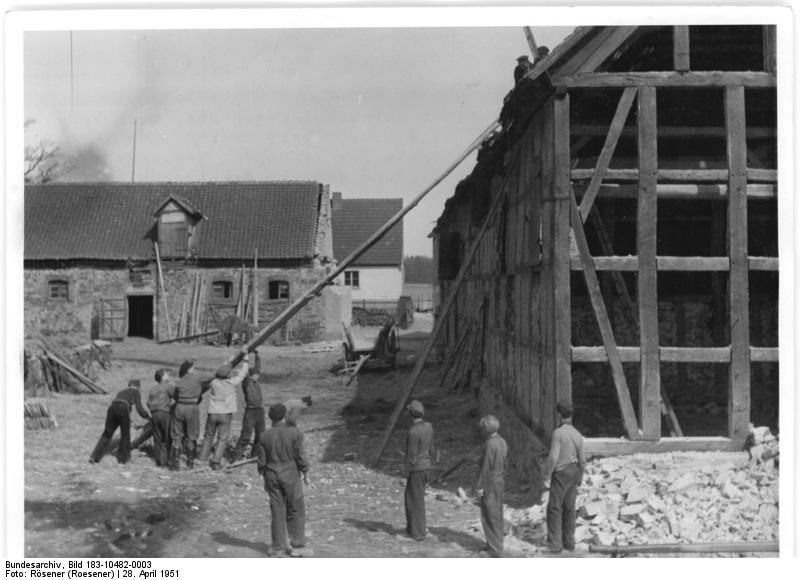
Abbruch eines Fachwerkhauses in Hilgesdorf im Jahr 1951

Der kleine Ort war Vorwerk des von Schenk’schen Rittergutes Flechtingen und bestand bereits zu Beginn des 17. Jahrhunderts. Während des Dreißigjährigen Krieges litt es unter den kaiserlichen Truppen Wallensteins. Nach Kriegsende war auf dem Vorwerk kein Vieh mehr vorhanden, die Äcker lagen seit Jahren wüst. Zwischen 1806 und 1813 lag der Ort im Herrschaftsbereich des napoleonischen Königreiches Westphalen unter Jérôme Bonaparte und war dem Kanton Calvörde zugeordnet. Hilgesdorf war ein verwaltungsmäßig eigenständiger Gutsbezirk, der 1910 49 Einwohner zählte. Am 30. September 1928 wurde der Gutsbezirk mit der Landgemeinde Flechtingen vereinigt und wurde so zum Ortsteil. Nach dem Zweiten Weltkrieg kam der kleine Ort nach einem kurzen amerikanischen Zwischenspiel am 1. Juli 1945 zur Sowjetischen Besatzungszone. Nachdem zunächst die enteigneten Flächen an Neubauern vergeben wurden, wirtschaftete ab 1952 eine Landwirtschaftliche Produktionsgenossenschaft (LPG) in Hilgesdorf. Sie war jedoch wirtschaftlich schwach und erzielte z. B. 1957 keine Einkünfte. Daher ging sie später in der LPG Flechtingen auf. Bereits seit der Zeit vor dem Zweiten Weltkrieg hat die Forstverwaltung des Flechtinger Forstes ihren Sitz in Hilgesdorf.